# Danilovgrad
Danilovgrad (Montenegrijns: Даниловград; Albanees: Danilovgradi) is een Montenegrijnse gemeente.
Danilovgrad telt 18.427 inwoners, waarvan er 5.156 in de hoofdplaats wonen.

## Demografie
De gemeente Danilovgrad telt 18.427 inwoners (volkstelling van 2011), hetgeen 3,0% van de Montenegrijnse bevolking is. De gemeente heeft een urbanisatiegraad van 37%.
| stad Danilovgrad     | 2.154  | 2.338  | 2.690  | 2.961  | 3.664  | 4.409  | 5.208  | 5.156  |
| stad Spuž            | 497    | 583    | 862    | 895    | 1.241  | 1.326  | 1.529  | 1.696  |
| gemeente Danilovgrad | 16.800 | 17.394 | 17.378 | 15.073 | 14.769 | 14.718 | 16.523 | 18.472 |

#### Etniciteit
De Montenegrijnen vormen ongeveer twee derde van de bevolking (64%). De Serviërs vormen ruim een kwart van de bevolking (27%). De rest van de bevolking bestaat uit kleine groepen Bosniakken/Moslims van nationaliteit, Kroaten, Albanezen, Russen, Macedoniërs en de Roma.

#### Religie
De aanhangers van de Servisch-orthodoxe Kerk vormen de meerderheid van de bevolking (92,3%). De islam (1,4%) en het katholicisme (0,8%) zijn ook aanwezig in Danilovgrad. Verder is zo'n 1,0% van de bevolking  atheïstisch.

## Toerisme
Het Ostrogklooster, een belangrijk pelgrimsoord in Montenegro, ligt binnen de grenzen van de gemeente Danilovgrad. De bedevaartsplaats ligt tussen de steden Nikšić en Podgorica in.

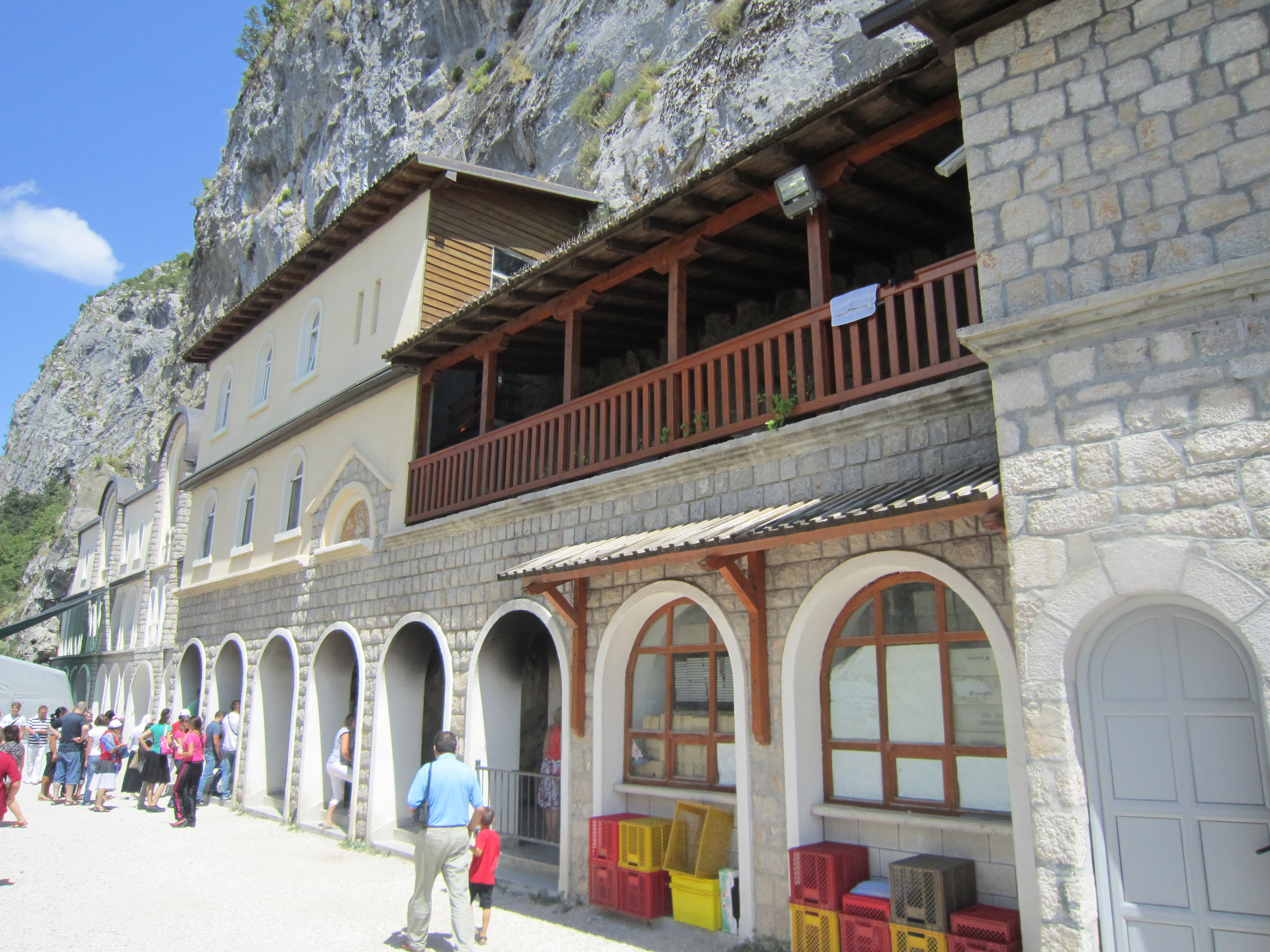
Het Ostrogklooster
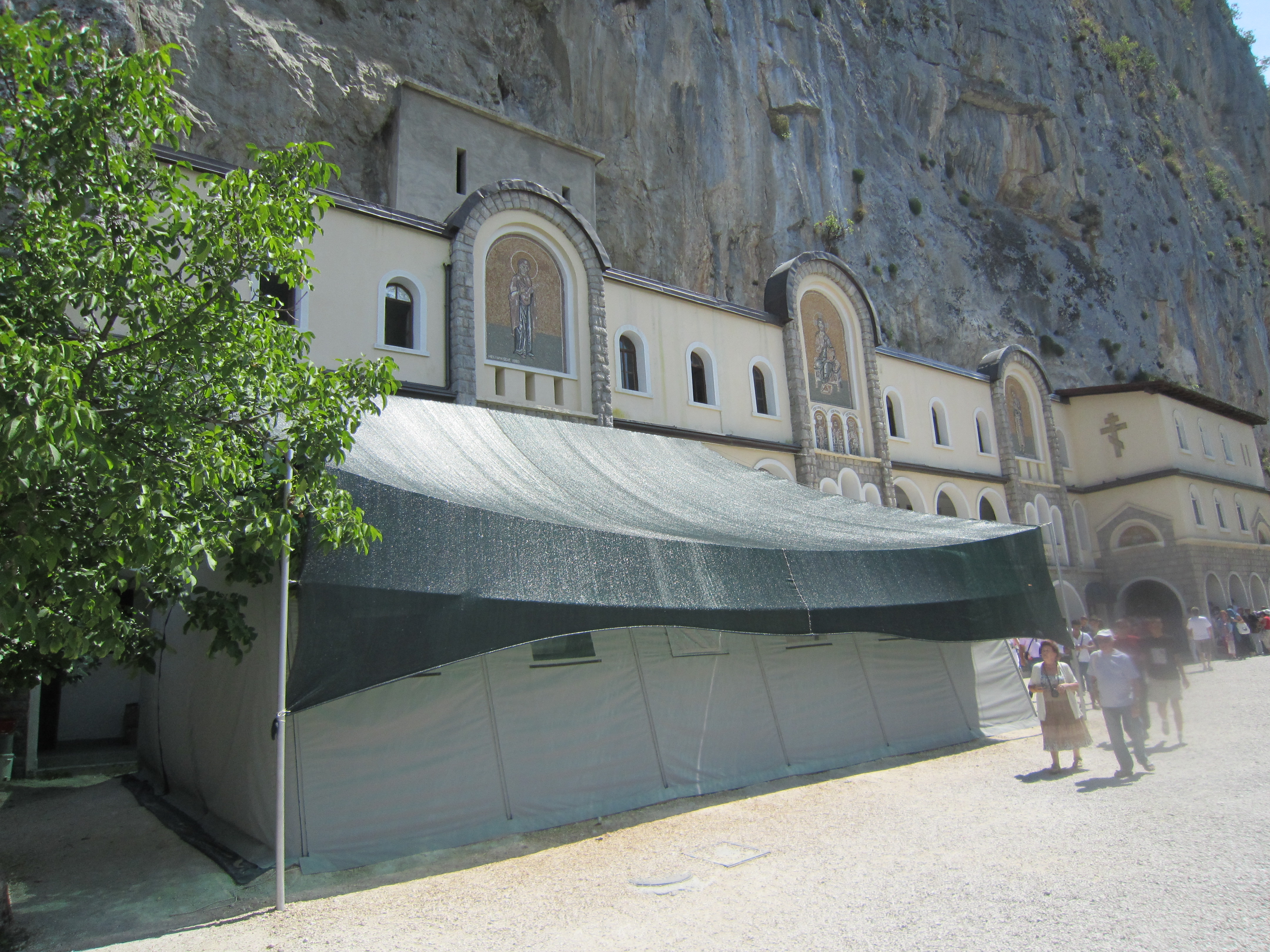
Het Ostrogklooster

## Geboren
- Petar Škuletić (29 juni 1990), Servisch voetballer

Andrijevica · Bar · Berane · Bijelo Polje · Budva · Cetinje · Danilovgrad · Gusinje · Herceg-Novi · Kolašin · Kotor · Mojkovac · Nikšić · Petnjica · Plav · Pljevlja · Plužine · Podgorica · Rožaje · Šavnik · Tivat · Tuzi · Ulcinj · Žabljak